# Celina (Ohio)
Celina és una població dels Estats Units a l'estat d'Ohio. Segons el cens del 2000 tenia 10.303 habitants.

## Demografia
Segons el cens del 2000, Celina tenia 10.303 habitants, 4.191 habitatges, i 2.745 famílies. La densitat de població era de 906,2 habitants per km².
Dels 4.191 habitatges en un 33,7% hi vivien nens de menys de 18 anys, en un 50,3% hi vivien parelles casades, en un 11,7% dones solteres, i en un 34,5% no eren unitats familiars. En el 30,5% dels habitatges hi vivien persones soles el 14,9% de les quals corresponia a persones de 65 anys o més que vivien soles. El nombre mitjà de persones vivint en cada habitatge era de 2,42 i el nombre mitjà de persones que vivien en cada família era de 3,04.
Per edats la població es repartia de la següent manera: un 27,2% tenia menys de 18 anys, un 9% entre 18 i 24, un 26,8% entre 25 i 44, un 21% de 45 a 60 i un 16% 65 anys o més.
L'edat mediana era de 36 anys. Per cada 100 dones de 18 o més anys hi havia 85,8 homes.
La renda mediana per habitatge era de 36.057 $ i la renda mediana per família de 44.901 $. Els homes tenien una renda mediana de 35.467 $ mentre que les dones 22.008 $. La renda per capita de la població era de 18.200 $. Aproximadament el 8,1% de les famílies i l'11,7% de la població estaven per davall del llindar de pobresa.

## Poblacions més properes
El següent diagrama mostra les poblacions més properes.